# Golden Amour
Le Golden Amour - en russe : Голден Амур et en anglais : Golden Amur - est un club aujourd'hui défunt de la Ligue Asiatique. Le club ne prit part qu'à une seule saison de la ligue, 2004-2005, avant que des difficultés financières ne contraignent le club à se retirer, malgré une bonne troisième place au terme de la saison régulière.
Le Golden Amour était affilié à l'Amour Khabarovsk de la Superliga russe; ses joueurs étaient en fait ceux de l'équipe B de l'Amour.

## Effectifs
Voici l'alignement des joueurs qui prirent part à la seule saison du club dans l'Asia League :

### Gardiens
- 1. Ilya Larine  Russie
- 35. Sergueï Ogourechnikov  Kazakhstan
- 40. Ivan Nesterov  Russie

### Défenseurs
- 2. Boris Stolyarevsky  Russie
- 4. Dmitri Chulakov  Russie
- 5. Sergueï Iasakov  Russie
- 6. Vassili Semenov
- 9. Artemi Lakiza  Kazakhstan
- 16. Nikita Danilov
- 21. Pavel Filipenko  Kazakhstan
- 29. Mikhail Pereyaslov  Russie
- 34. Kirill Stepanov  Russie
- 44. Dmitri Doulebenets
- 50. Oleg Gorbenko  Russie

### Attaquants
- 12. Alexeï Tchernikov  Russie
- 13. Nikolaï Grigorov  Russie
- 15. Youri Kokharov
- 17. Igor Nikolaev  Russie
- 19. Denis Polounine  Kazakhstan
- 23. Sergueï Kiyaïkine
- 24. Sergueï Tchoubikine
- 25. Sergueï Gordéev  Biélorussie
- 27. Mikhail Zlobine  Kazakhstan
- 28. Alexeï Bouïlov  Russie
- 32. Nikolaï Zarjitski  Kazakhstan
- 39. Pavel Korepanov  Russie
- 42. Artem Kozitsine  Russie
- 47. Youri Fimine  Russie
- 48. Alexeï Malychev